# Fatima (keresztnév)
A Fatima arab eredetű női név (eredetileg فاطمة – Fāṭima, magyarosan Fátima), többek között Mohamed próféta legkisebb leányának a neve volt. A név jelentése csecsemőjét elválasztó.

## Rokon nevek
- Fatime:[1] a Fatima alakváltozata.[2]

## Gyakorisága
Az 1990-es években a Fatima igen ritka, a Fatime ritka név volt, a 2000-es években nem szerepelnek a 100 leggyakoribb női név között.

## Névnapok
- június 5.

## Híres Fatimák, Fatimék
- Mohamed Fatima, énekesnő
- Fátima, Mohamed próféta kedvenc lánya; a Fátimida-dinasztia névadója
- Fátima líbiai királyné
- Korok Fatima, magyar szabadtüdős mélymerülő világbajnok